# Syndrome néphrotique idiopathique de l'enfant
 Mise en garde médicale
Le syndrome néphrotique idiopathique de l'enfant, SNI (ou minimal change disease en anglais), est la première cause de syndrome néphrotique entre 1 et 10 ans. Il est responsable d'une symptomatologie impressionnante, mais se traite le plus souvent très bien. Il est dans la grande majorité des cas dû à une glomérulonéphrite à lésions minimes.
Une Association des Malades d'un Syndrome Néphrotique (AMSN) existe, qui se donne pour buts le lien entre les patients et le financement de la recherche.

## Dénominations
Diverses dénominations désignent une même affection :
- syndrome néphrotique à lésions glomérulaires minimes ;
- néphrose lipoïdique ;
- néphropathie à lésion glomérulaire minime ;
- syndrome néphrotique pur.

## Physiopathologie
L'ultrafiltration du sang qui va donner l'urine primitive se fait dans l'unité fonctionnelle élémentaire du rein : le néphron. Par un mécanisme physique (pression hydrostatique, pression oncotique), biologique (sélectivité de la membrane glomérulaire aux composants sanguins) et électrique (polarisation de la membrane glomérulaire), le plasma est filtré à travers la membrane basale glomérulaire et les prolongements podocytaires qui la tapissent pour former l'urine primitive, qui sera ensuite successivement modifiée par les différentes structures rénales pour donner l'urine définitive.
Le syndrome néphrotique est dû à une anomalie anatomique ou fonctionnelle de la membrane basale glomérulaire, qui est normalement imperméable aux protéines à partir d'un certain poids moléculaire (60 000 Daltons ou 60 kDa) et à celles chargées négativement comme l'albumine : la perte de cette sélectivité entraîne le passage de protéines dans les urines (qui apparaît lorsque les capacités physiologiques de réabsorption tubulaires des protéines sont dépassées). Si la protéinurie est importante, elle peut entraîner une hypoprotéinémie (malgré une synthèse accrue de protéines par le foie).

## Caractéristiques de la maladie
Un syndrome néphrotique peut apparaître dans de multiples maladies glomérulaires, isolées ou associées à une maladie systémique. Dans le syndrome néphrotique idiopathique, par définition, la lésion primaire causant la maladie n'est pas connue. C'est d'ailleurs la définition du terme idiopathique. Si une biopsie est effectuée, les lésions histologiques élémentaires du néphron sont alors définies et on ne parle plus de syndrome néphrotique idiopathique. La glomérulonéphrite à « lésions glomérulaires minimes » (où aucune lésion n'est visible à la microscopie optique), compte pour 85 % des syndromes néphrotiques de l'enfant et elle a le meilleur pronostic, car plus sensible au traitement par corticoïdes.

## Diagnostic
La maladie survient le plus souvent autour de 4 ans, dans 90 % des cas chez les garçons, souvent quelques jours après une infection, un syndrome grippal ou une allergie. Malgré tout, cette infection n'est pas la cause du syndrome néphrotique mais ne fait qu'empirer temporairement un problème déjà présent. Le principal signe est l'apparition brutale d'œdèmes diffus, blancs, mous, indolores, prenant le godet (ils gardent la trace de la pression qu'on leur imprime), souvent en une nuit et découverts au réveil. Des douleurs abdominales sont parfois associées et font discuter une ascite (épanchement dans le péritoine), un œdème mésentérique, une thrombose abdominale ou une péritonite associée.
Le diagnostic biologique est capital : il retrouve une protéinurie supérieure à 50 mg/kg/jour, sélective (composée à plus de 90 % d'albumine), associée à une hypoprotidémie (inférieure à 55 g/l) et/ou une hypoalbuminémie (inférieure à 25 g/l).

## Faut-il pratiquer une biopsie rénale?
La biopsie rénale n'est pas indispensable au diagnostic initial si toutes les conditions suivantes sont réunies :
1. l'enfant a entre 1 et 10 ans.
2. le syndrome néphrotique est pur : il n'y a pas d'hypertension artérielle, pas d'hématurie (sang dans les urines), pas d'insuffisance rénale.
3. il n'y a pas d'antécédents personnels ou familiaux urologiques ou néphrologiques.
4. le dosage du complément est normal, il n'existe pas d'anticorps antinucléaire.

Dans un second temps, la question de la biopsie peut se poser à nouveau si la maladie résiste aux corticoïdes.

## Diagnostic différentiel
La glomérulonéphrite à lésions minimes répond dans la plupart des cas au traitement. En cas de non réponse, un autre diagnostic doit être suspecté et une biopsie effectuée (elle n'est pas nécessaire en cas de bonne réponse au traitement, le diagnostic histologique ne modifiant pas la prise en charge dans ce cas). Parmi les autres causes possibles de SNI, mentionnons :
- la hyalinose segmentaire et focale (ou glomérulosclérose focale et segmentaire dans la littérature anglo-saxonne) ;
- la prolifération mésangiale diffuse;

À la biopsie, une forme précoce de hyalinose segmentaire et focale peut être confondue avec une glomérulonéphrite à lésions glomérulaires minimes.

## Risques de la maladie
Ils sont liés à la perte de protéines :
- œdème pulmonaire (diminution de la pression oncotique entraînant l'extravasation de l'eau contenue dans le sang) ;
- thrombose due à la perte de protéines anti-coagulantes ;
- infections liées à la pertes d'immunoglobulines.

## Traitement

### Traitement symptomatique
Il a pour objectif de limiter le syndrome œdèmateux, lorsque celui-ci est important : il consiste en une limitation des apports d'eau + une restriction en sodium, éventuellement complété d'un traitement par albumines intraveineuses et par diurétiques (diurétique de l'anse, type furosémide).
En cas d'anasarque ou d'hypoprotidémie majeure (inférieure à 20 grammes par litre), il faut penser à prévenir les thromboses artérielles et veineuses par aspirine ou injection d'héparine.

### Traitement curatif par corticothérapie
Sa durée doit être d'au moins quatre mois, commencée à dose élevée pendant six semaines, puis arrêtée progressivement. Les mesures associées sont celles de toute corticothérapie prolongée : prise matinale du médicament, supplémentation en potassium si nécessaire, calcium, vitamine D, etc.

### Rechutes
Elles sont fréquentes dans cette maladie et surviennent souvent lors d'une diminution trop rapide de la corticothérapie, ou à l'occasion d'une infection banale. Une nouvelle augmentation du traitement est alors nécessaire, à moins que la protéinurie ne disparaisse spontanément, ce qui survient souvent quand l'infection ayant causé la décompensation guérit.
En cas de rechutes fréquentes, d'autres traitements immunosuppresseurs sont parfois nécessaire, comme le cyclophosphamide.